# Raión de Martuni
El raión de Martuni es uno de los cinco raiones que forman la provincia armenia de Gegharkunik. Se encuentra al suroeste de la provincia, con una población a fecha de 12 de octubre de 2011 de 90 224 habitantes.
Está formado por las siguientes localidades:
- Artsvanist 2825
- Astghadzor 4215
- Dzoragyugh 4737
- Geghhovit 5753
- Lernahovit 323
- Lichk 5417
- Madina 1111
- Martuni 12 894
- Nerkin Getashen 8553
- Tsakkar 2692
- Tsovasar 2708
- Tsovinar 5115
- Vaghashen 4267
- Vardadzor 2864
- Vardenik 9880
- Verin Getashen 5010
- Yeranos 5479
- Zolakar 6381[1]